# Hôtel Mestivier des Minières
L'hôtel Mestivier des Minières est un hôtel particulier situé à Preuilly-sur-Claise. 

## Historique
Il est habité par des officiers du grenier à sel.
Il sert de presbytère au début du XIXe siècle.
Le monument fait l’objet d’une inscription au titre des monuments historiques depuis le 13 juin 1941.